# Poplave u Bosni i Hercegovini 2024.
U noći s 3. na 4. listopada 2024. jug Bosne i Hercegovine pogodile su poplave uzrokovane atmosferskim nevremenom koje je nastalo iznad Jadranskog mora. Tijekom noći poplavljeno je nekoliko gradova u srednjoj Bosni i Hercegovini. Određeni broj gradova postao je nepristupačan s okolnim selima jer su putevi, mostovi i željeznice bili blokirani poplavnim vodama i klizištima.
Ovo je najveća poplava u Bosni i Hercegovini od 2014. Poginulo je ukupno 27 osoba.

## Šteta
Kuće su se srušile u bujičnim poplavama dok su stanovnici bili unutra. Glasnogovornik Vlade Hercegovačko-neretvanske županije nazvao je to najgorom krizom u županiji od rata u BiH i zamolio građane da ne putuju u Jablanicu i Konjic. Kiseljak, Kreševo i Fojnica u Srednjoj Bosni također su odsječeni poplavnim vodama, dok klizišta i dalje prijete odsijecanju sela poput Vranića i Kojsine. Mnoga sela između Fojnice i Kiseljaka postala su nepristupačna. Na nekim mjestima, uključujući Gunjane kod Kreševa, noćna poplava porušila je mostove. U Ostrošcu je odron uništio željezničku prugu. Stanovnici Gojevića kod Fojnice jedva su pobjegli od bujičnih poplava. U mjestu Buturović Polje kraj Konjica bujica je odnijela nekoliko osoba, a jedna je poginula.
Donja Jablanica pretrpjela je najveću štetu te je ondje poginulo 19 osoba. Neke zgrade potpuno su zatrpane klizištima izazvanim poplavama. Munara i kupola bili su jedini vidljivi dio mjesne džamije. Predsjednik Vlade Federacije Bosne i Hercegovine Nermin Nikšić izjavio je da klizište koje je zakopalo selo mogao nastati u obližnjem kamenolomu te da vlada istražuje uzroke klizišta. Također je izjavio da je bilo nemoguće predvidjeti klizište i na vrijeme evakuirati Donju Jablanicu.
U susjednoj Hrvatskoj došlo je do relativno manjih poplava, gdje su upozorenja o naglim poplavama izdata od 3. do 4. listopada. U Hrvatskoj su Gračac i Krk oborili svoje rekorde svih vremena po dnevnim oborinama, s 249,1 odnosno 192 mm zasebno. Rijeke Sava, Kupa i Odra bile su u porastu zbog oborina. Lokalizirane poplave zabilježene su u Ogulinu. Naredne noći 23 kuće u karlovačkom području bile su poplavljene. Poplave su zabilježene i u Crnoj Gori, gdje su veliki tokovi vode odnijeli zgrade.

## Spašavanja i posljedice
Vlada Federacije Bosne i Hercegovine je prvotno na posebnoj konferenciji za novinare objavila 14 smrtnih slučajeva u Jablanici i jednog u Fojnici; »brojne« druge nestale osobe prijavile su njihove obitelji. Magistralni put Sarajevo – Mostar zatvoren je zbog štete od poplava. Ministarstvo obrane poslalo je helikoptere, a potvrđeno je da je jedan helikopter EUFOR-a spasio dijete usred ruševina koje je ostavila poplava u Jablanici. Agencija za civilnu zaštitu FBiH koordinira akcije spašavanja.
Policija Sarajevske županije blokirala je promet prema Hercegovačko-neretvanskoj županiji, a BIHAMK je savjetovao putnike koji idu iz sjeverne Bosne u Hercegovinu da obilaze pogođena područja. Predsjednik Srbije Aleksandar Vučić ponudio je pomoć Vijeću ministara Bosne i Hercegovine. Središnje izborno povjerenstvo Bosne i Hercegovine saopćilo je da će se lokalni izbori 6. listopada održati kako je planirano. Mnoge političke stranke otkazale su predizborne skupove zbog poplava.
Dana 5. listopada vraćena je struja u nekim dijelovima Hercegovačke-neretvanske županije. Osmišljen je plan sanacije oštećenih dalekovoda kako bi opskrba struje bila uspostavljena za stanovnike jablaničkog područja. Očekuje se da će popravak pruge u Ostrošcu trajati nekoliko mjeseci. Blokada pruge nanijet će veliku štetu gospodarstvu, a posebice Željeznicama Federacije Bosne i Hercegovine.
Na teritoriju čitave Bosne i Hercegovine 8. listopada proglašen je dan žalosti.
Tužiteljstvo Hercegovačke-neretvanske županije otvorilo je istragu o kamenolomu iznad Donje Jablanice. Prema predsjednici Vlade Hercegovačke-neretvanske županije koncesija za kamenolom nije bila izdana.

## Pomoć
Dvanaest država ponudilo je pomoć kroz Mehanizam civilne zaštite EU, koji je Bosna i Hercegovina aktivirala 5. listopada. U akcijama spašavanja sudjelovali su timovi iz Hrvatske, Slovenije, Crne Gore, Srbije i Ujedinjenog Kraljevstva. Europska unija osigurala je satelitske fotografije iz programa Copernicus kako bi vlastima pomogla u procjeni šteta. Albanija, Mađarska, Crna Gora, Rumunjska i Turska osigurale su materijal za hitna skloništa kroz program EU-a.
Hrvatska biskupska konferencija donirala je Caritasu Bosne i Hercegovine 100 tisuća eura za poplavljena područja. Vlada Republike Hrvatske uputila je 10 milijuna eura pomoći, s 37 pripadnika Hrvatske gorske službe spašavanja u poplavljena područja. Hrvatski Caritas pokrenuo je humanitarnu akciju „Pruži ruku” za stradale, skupivši 230 tisuća eura donacija.